# 有司专制
有司专制是批评明治政府政治由政府内几个特定藩阀政治家来施行的概念。学术上指的是从1873年（明治6年）发生并确立大久保利通为政府主导的明治六年政变，一直延续到大日本帝国宪法出台的这段时期。此外，板垣退助等也对有司专制有诸多批评。

## 概要

### 明治六年政変
1873年（明治6年），明治政府中岩仓使节团等内治派和西乡隆盛等征韩派的路线对立加剧。
10月大久保利通等内治派取得胜利，西乡隆盛和板垣退助等也辞职离开政府。
这一年11月设置了內務省，大久保身为参议兼职内务卿，一般认为于该时期确立有司专制。
自此之后，一般由参议兼任各省卿，各省将接受参议的指导操作。

### 民選議院設立建白書
与此相对，源于《民撰議院設立建白書》中“臣等伏察，方今政权之所归，上不在帝室，下不在人民，而独归有司”这句话是指政府中枢不顾议会政治，只凭他们的合议来决定国家方针的现状，痛斥违反重视国民的五条御誓文精神，之后成为在自由民权运动中批评政府和要求设立议会的口号。

## 关联項目
- 明治六年政變
- 民撰議院設立建白書